# Большое Морозово
Большое Моро́зово (бел. Вялікае Марозава) — деревня в составе Горского сельсовета Горецкого района Могилёвской области Республики Беларусь.

Ранее входила в состав упразднённого Будского сельсовета.

## Население
- 1999 год — 14 человек
- 2010 год — 4 человека